# Stade Armand Cesari
O Stade Armand Cesari é o principal estádio de futebol da ilha francesa da Córsega, localizado na cidade de Furiani, próxima a Bastia. Construído em 1932, o estádio tem capacidade para 16.078 espectadores, sendo a casa do SC Bastia, o principal clube da região da Alta Córsega. Seu recorde de público foi em setembro de 2012, quando 16.054 torcedores acompanharam o jogo contra o Paris Saint-Germain.

## Arquibancadas

### Arquibancada Jojo Petrignani (Leste)
E a arquibancada preferida da torcida organizada <<Bastia 1905>>, comporta 2.490 espectadores. Homenageia um torcedor-símbolo da equipe.

### Arquibancada Claude Papi (Norte)
Essa arquibancada tem capacidade para 5.500 pessoas e é dedicada a Claude Papi,que passou toda a carreira no SC Bastia e chegou a jogar a Copa de 1978 pela Seleção Francesa, vindo a falecer em 1983, aos 33 anos de idade.

### Arquibancada Pierre Cahuzac (Oeste)

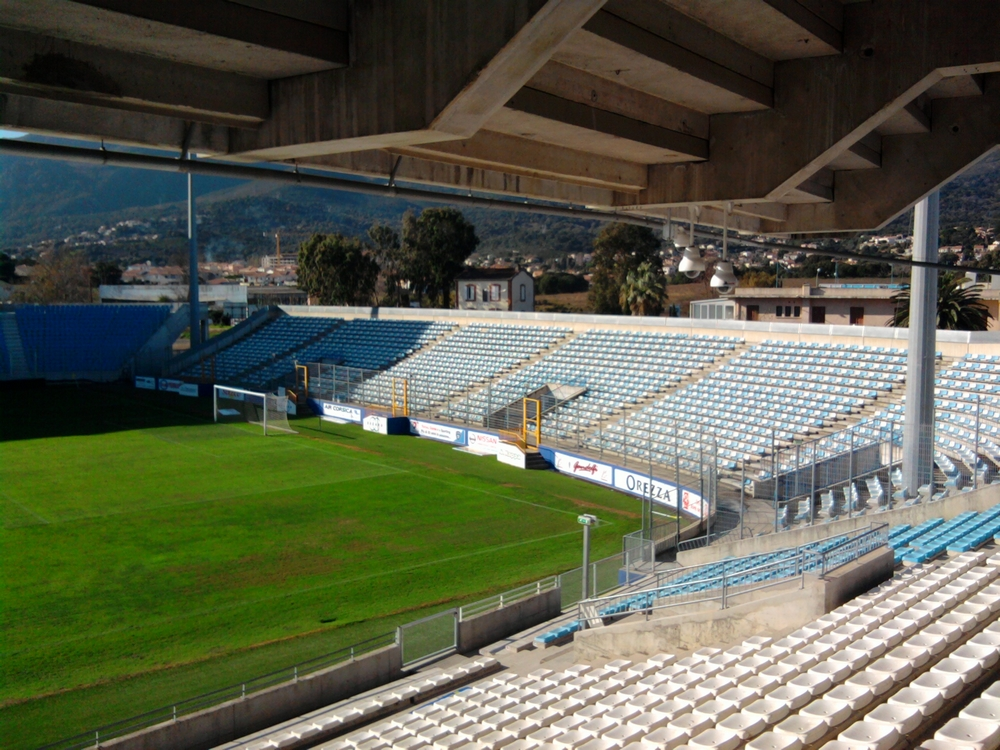
Tribuna Cahuzac.

Com capacidade para 2.990 pessoas, é uma homenagem ao ex-treinador do SC Bastia que levou a equipe a 3° posição do Campeonato Francês da temporada 1976-1977 e a final da copa da UEFA em 1978.

### Arquibancada Victor Lorenzi (Sul)
E a arquibancada mais recente, tendo sido construída em 2011. Também possui a maior capacidade, com espaço para 6.000 torcedores. Leva o nome do ex-presidente que transformou o SC Bastia em um clube profissional.

## Tragédia de Furiani
Foi um incidente que aconteceu no estádio em 1992, quando uma arquibancada provisória desabou, matando 18 pessoas e deixando outras 2.357 feridas.